# Halové mistrovství České republiky v atletice 2012
Halové mistrovství ČR v atletice 2012 se uskutečnilo ve dnech 25.–26. února 2012 v hale Otakara Jandery v pražské Stromovce.

## Medailisté

### Muži
| Soutěž                         | Zlato                                                                        | Stříbro                                                                        | Bronz                                                                   |
| 60 m                           | Libor Žilka 6.73                                                             | Pavel Maslák 6.77                                                              | Václav Zich 6.78                                                        |
| 200 m                          | Jiří Vojtík 21.55                                                            | Patrik Šorm 21.87                                                              | Radek Fischer 22.28                                                     |
| 400 m                          | Theodor Jareš 47.19                                                          | Josef Prorok 47.38                                                             | Jan Tesař 49.36                                                         |
| 800 m                          | Miroslav Burian 1:55.88                                                      | Miroslav Lepíček 1:56.15                                                       | Tomáš Vystrk 1:56.25                                                    |
| 1500 m                         | Milan Kocourek 3:50.01                                                       | Radek Karnufek 3:52.87                                                         | Daniel Grecman 3:54.51                                                  |
| 3000 m                         | Milan Kocourek 8:20.33                                                       | Lukáš Kourek 8:22.28                                                           | Roman Rudolecký 8:22.76                                                 |
| 60 m př.                       | Martin Mazáč 7.81                                                            | Václav Sedlák 7.89                                                             | Petr Peňáz 7.99                                                         |
| 4 × 400 m                      | Václav Barák Jan Pernica Josef Prorok Theodor Jareš ASK Slavia Praha 3:17.33 | Tomáš Petr Vojtěch Kotek David Beneš Jindřich Šimánek ASK Slavia Praha 3:20.33 | Pavel Benda Ondřej Levický Martin Lecjaks Radek Vraštil AK Most 3:20.59 |
| Skok do výšky                  | Jaroslav Bába 2.20                                                           | Martin Heindl 2.16                                                             | David Kovalský 2.12                                                     |
| Skok o tyči                    | Jan Kudlička 5.55                                                            | Adam Pašiak 5.45                                                               | Adam Ptáček 5.33                                                        |
| Skok daleký                    | Roman Novotný 7.67                                                           | Štěpán Wagner 7.64                                                             | Milan Pírek 7.58                                                        |
| Trojskok                       | Roman Novotný 15.67                                                          | Jiří Vondráček 15.23                                                           | Martin Vachata 15.13                                                    |
| Vrh koulí                      | Jan Marcell 19.29                                                            | Tomáš Staněk 17.95                                                             | Jaromír Mazgal 17.75                                                    |
| Sedmiboj Praha 10. – 12.2.2012 | Roman Šebrle 6105 bodů                                                       | Adam Sebastian Helcelet 5951 bodů                                              | Jaroslav Hedvičák 5581 bodů                                             |

### Ženy
| Soutěž                  | Zlato                                                                                               | Stříbro                                                                                     | Bronz                       |
| 60 m                    | Kateřina Čechová 7.30                                                                               | Iveta Mazáčová 7.39                                                                         | Denisa Rosolová 7.46        |
| 200 m                   | Denisa Rosolová 23.73                                                                               | Iveta Mazáčová 24.54                                                                        | Jana Slaninová 24.61        |
| 400 m                   | Zuzana Hejnová 53.58                                                                                | Lenka Masná 53.73                                                                           | Jitka Bartoničková 54.27    |
| 800 m                   | Tereza Čapková 2:06.40                                                                              | Kateřina Hálová 2:09.70                                                                     | Radka Stružková 2:10.26     |
| 1500 m                  | Dana Šatrová 4:22.74                                                                                | Anežka Drahotová 4:34.02                                                                    | Michaela Drábková 4:37.49   |
| 3000 m                  | Monika Preibischová 9:30.85                                                                         | Lucie Sekanová 9:35.49                                                                      | Diana Mezuliáníková 9:51.80 |
| 60 m př.                | Jana Korešová 8.42                                                                                  | Helena Tomková 8.60                                                                         | Michaela Nejedlová 8.71     |
| 4 × 400 m               | Bohuslava Váňová Michala Budínová Monika Vomáčková Jana Melichová TJ SK Čéčova Č.Budějovice 4:13.02 | Lýdie Brázdová Helena Tlustá Eva Skalníková Radka Janoušová TJ Nové Město na Moravě 4:18.12 | –                           |
| Skok do výšky           | Oldřiška Marešová 1.84                                                                              | Veronika Vavrečková 1.76                                                                    | Magdalena Nová 1.72         |
| Skok o tyči             | Jiřina Ptáčníková 4.52                                                                              | Romana Maláčová 4.23                                                                        | Aneta Morysková 3.72        |
| Skok daleký             | Jana Korešová 6.12                                                                                  | Michaela Kučerová 5.95                                                                      | Lucie Májková 5.88          |
| Trojskok                | Lucie Májková 13.10                                                                                 | Gabriela Vaculová 12.58                                                                     | Klára Michalská 12.39       |
| Vrh koulí               | Markéta Červenková 16.03                                                                            | Jana Kárníková 15.93                                                                        | Kristýna Kroužková 14.62    |
| Pětiboj 10. – 12.2.2012 | Jana Korešová 4184 bodů                                                                             | Nela Severová 3727 bodů                                                                     | Aneta Komrsková 3700 bodů   |